# Plattsburg (Misuri)
Plattsburg es una ciudad ubicada en el condado de Clinton, Misuri, Estados Unidos. Según el censo de 2020, tiene una población de 2222 habitantes.

## Geografía
La localidad está ubicada en las coordenadas 39°33′15″N 94°27′48″O / 39.55417, -94.46333. Según la Oficina del Censo de los Estados Unidos, Plattsburg tiene una superficie total de 9.40 km², de la cual 9.33 km² corresponden a tierra firme y 0.07 km² es agua.

## Demografía
Según el censo de 2020, hay 2222 personas residiendo en Plattsburg. La densidad de población es de 238.16 hab./km². El 86.6% de los habitantes son blancos, el 5.4% son afroamericanos, el 0.4% son amerindios, el 0.2% son asiáticos, el 1.0% son de otras razas y el 6.4% son de una mezcla de razas. Del total de la población, el 2.8% son hispanos o latinos de cualquier raza.